# ويندي كروز
ويندي كروز هو دراج دومينيكاني، ولد في 7 مارس 1976 في سانتياغو دي لوس كاباليروس في جمهورية الدومينيكان.

## وصلات خارجية
- ويندي كروز على موقع الاتحاد الدولي للدراجات (الإنجليزية)
- ويندي كروز على موقع أرشيف الدراجات (الإنجليزية)
- ويندي كروز على موقع نسبة الدراجات (الإنجليزية)